# Дивизионная артиллерийская бригада РККА
Дивизионная артиллерийская бригада — комбинированное артиллерийское соединение дивизионного подчинения Рабоче-крестьянской Красной армии и, позднее, Советской армии.

## История
Данные артиллерийские формирования были созданы в конце 1944 года. Соединения входили в состав гвардейских стрелковых дивизий 9-й гвардейской армии РККА. Всего в РККА насчитывалось 9 дивизионных артиллерийских бригад, принявших участие в Великой Отечественной войне в 1945 году.
Каждая дивизионная артиллерийская бригада состояла из управления и трёх гвардейских полков: пушечного, гаубичного и миномётного. В гаубичном полку было 20 единиц 122-мм гаубиц, в пушечном — 20 единиц 76-мм пушек и в миномётном — 24 единицы 120-мм миномёта.
Командиры бригад начальствовали над артиллерией всей дивизии.